# Марафон (Вісконсин)
Марафо́н або Марато́н (англ. Marathon) — місто (англ. town) в США, в окрузі Марафон штату Вісконсин. Населення — 995 осіб (2020).

## Демографія
Згідно з переписом 2010 року, у місті мешкало 1048 осіб у 396 домогосподарствах у складі 321 родини. Було 415 помешкань
Расовий склад населення:
| - 98,7 % — білих - 0,4 % — корінних американців - 0,1 % — чорних або афроамериканців - 0,1 % — азіатів |

До двох чи більше рас належало 0,8 %. Частка іспаномовних становила 1,1 % від усіх жителів.
За віковим діапазоном населення розподілялося таким чином: 21,0 % — особи молодші 18 років, 66,7 % — особи у віці 18—64 років, 12,3 % — особи у віці 65 років та старші. Медіана віку мешканця становила 45,0 року. На 100 осіб жіночої статі у місті припадало 110,0 чоловіків;  на 100 жінок у віці від 18 років та старших — 109,6 чоловіків також старших 18 років.
Середній дохід на одне домашнє господарство  становив 92 385 доларів США (медіана — 79 107), а середній дохід на одну сім'ю — 99 313 долари (медіана — 86 719). Медіана доходів становила 53 667 доларів для чоловіків та 44 583 долари для жінок. За межею бідності перебувало 2,3 % осіб, у тому числі 0,0 % дітей у віці до 18 років та 4,1 % осіб у віці 65 років та старших.
Цивільне працевлаштоване населення становило 593 особи. Основні галузі зайнятості: виробництво — 28,8 %, освіта, охорона здоров'я та соціальна допомога — 21,6 %, транспорт — 8,4 %, роздрібна торгівля — 7,3 %.